# 王體國
王體國，浙江海盐人，明朝政治人物。选贡出身。
天启六年，擔任廣東廣州府永安縣知縣（現紫金縣知縣）。后由袁宗儼接任。